# Halina Zalewska
Halina Zalewska (eigentlich Alina Zalewska; * 1940 in Polen; † 19. August 1976 in Rom) war eine italienische Schauspielerin.

## Leben
Zalewska war die Halbschwester der Schauspielerin Ely Galleani und ab 1961 in 23 Film- und Fernsehproduktionen zu sehen. Meist spielte sie die schöne, zu rettende Frau in Abenteuer- und Sandalenfilmen, Italowestern und Krimis. Auch in Luchino Viscontis Der Leopard hatte sie eine Rolle. Sie starb 1976 bei einem häuslichen Unfall. Sie spielte auch unter ihrem Geburtsnamen und als Ilya Karin.

## Filmografie (Auswahl)
- 1963: Herkules, Samson und Odysseus (Ercole sfida Sansone)
- 1963: Der Leopard (Il gattopardo)
- 1964: Der Todesfluch der brennenden Hexe (I lunghi capelli della morte)
- 1965: Orion-3000 – Raumfahrt des Grauens (Il pianeta errante)
- 1966: Ohne Dollar keinen Sarg (El precio de un hombre)
- 1967: Dämonen aus dem All (La morte viene dal pianeta Aytin)
- 1967: Vier Halleluja für Dynamit-Joe (Joe l'implacabile)
- 1969: Il Nero – Haß war sein Gebet (L'odio è il mio Dio)